# مارثيلا سيرانو
مارثيلا سيرانو برث (بالإسبانية: Marcela Serrano)‏ كاتبة شيلية ولدت في مدينة سانتياجو، عاصمة دولة تشيلي عام 1951. حصلت على درجة الليسانس من الجامعة الكاثوليكية ما بين عام 1976 وعام 1983. في البداية عملت في الفنون التشكيلية. ثم قررت في بدايات الثمانينات تركيز طاقتها في إبداعها الأدبي. وتعد نحن المُتحابات عام 1991 من بين روايتها التي نُشرت ولاقت نجاحاً كبيراً في أمريكا اللاتينية وأوروبا والتي نُقلت إلى السينما وتُرجمت إلى بعض اللغات، والتي حازت جائزة سور خوانا إينيس دي لا كروث في عام 1994، وهي جائزة تُمنح لأفضل رواية كتبت للنساء في أمريكا اللاتينية؛ لكي لا تنساني 1993، والتي حصلت على الجائزة الوطنية للأدب في سانتياجو شيلي عام 1994؛ حياتي القديمة 1995؛ نزل النساء الحزينات 1997؛ الذي بقلبي 2001؛ سيدة العزلة 1999؛ الشكوى 2008. وكانت عشرة نساء هي آخر أعمالها وأكثرهم تشابكاً.

## السيرة الذاتية
مارثيلا سيرانو هي ابنة كاتب المقال الشهير أوراثيو سيرانو والروائية إليسا برث ولكر  (اسم أدبي مستعار: اليسا سيرانو 1930-2012), وهي الابنة الرابعة من أصل خمسة أخوات وهم: إلينا /نينا/: محامية، وباولا: طبيبة نفسية، مارجريتا: صحفية وسول: مؤرخة. مكثت عامين تدرس في باريس مع اثنتين من أخواتها.

عادت للخروج من شيلى منفية إلى روما مع زوجها الأول«أوخنيو البيرتو يونا»، والذي تزوجته في نوفمبر من نفس العام، وستتركه لاحقاً، وذلك بعد انقلاب الجيش في الحادى عشر من سبتمبر. عادت مارثيلا سيرانو في 1977. كتبت مارثيلا، عن السنين الماضية في المنفى: 
| مارثيلا سيرانو | في المنفى أولا وقبل المنفى، فقد عاشت في باريس لمدة عام كطالبة، ويجب أن يكون ذلك بعد عام 68 بأربع سنوات أي عام 1972 حينما لاحت ثورة مايو في الآفق في فرنسا، مما أدي إلى إتجاهي لتعلم اللغة الفرنسية مع اثنتين من أخواتي. جمدنا دراستنا في سانتياجو و ذهبنا للإقامة هناك. كانت تجربة ساحرة, مثيرة حقاً. تعلمنا الفرنسية ولكن تعلمنا الكثير من الأشياء. بعد ذلك عدت إلى شيلى وأتى الإنقلاب. وهناك طالني أيضا المنفى في إيطاليا, طالنا, اني لم اقرر ان اكون عضوة او قائدة عسكرية وتم نفيي في روما. كانت روما نفسها إمتياز. فدفء الإيطاليون وحفلة الإستقبال التي أُقيمت لنا وتضامنهم كل ذللك كان شىء مدهش, و لكن كان يجب ان نعيش ظروف ....... . كانت لدى حياه كريمة إلى حدٍ ما قبل ذلك, في منزل والدي, ثم اصبحت صعبة جداً. و لكن في النهاية عدتُ. | مارثيلا سيرانو |

درست الفنون الجميلة في الجامعة الكاثوليكية عام 1976 , حيث حصلت على درجة الليسانس في جرابادو عام 1983. نظمت أولى معارضها في الثمانينيات، عملت في مختلف مجالات الفنون البصرية، ووصلت للفوز بجائزة متحف الفنون الجميلة بسانتياجو عن عملها عن نساء جنوب شيلى. بالرغم من ذلك وبعد مدة قصيرة تركت نهائياً أنشطاتها الفنية.
تعد «كاتبة متأخرة» _ «بدأت الكتابة في 38 وفي 40 نشرت أولى رواياتى»_ على الرغم من أنها كتبت في شبابها «عشرات الروايات» التي رُميت كلها. ظهرت أولى رواياتها عام 1991: نحن المُتحابات, التي لقيت نجاحاً فورياً فور صدورها والتي نالت جائوتان عنها فيما بعد. ثم نشرت سلسلة من الأعمال، من بينهِما واحدة من النوع البولسى وأخرى للأطفال، وقد كتبت هذا العمل الأخير مع مارجريتا مايرا إحدى بناتها.
أشار الناقد الشيلى كاميلو ماركس إلى واحدة من مفاتيح نجاح مارثيلا سيرانو كروائية وهي انها على دراية كاملة بما تكتبه، ولا يقتصر الأمر على ذلك فقط فهى تكتب بوضوح ودون تصنع، كما انها تكتب عن يعض الموضوعات التي تحيط العالم التابع والمضطهدللمرأة المعاصرة.
في عام 2011 حمل المخرج الأرجنتينى إكتور أوليبار للسينيما حياتى أنا القديمة وعرضه على سيرانو التي كتبت السيناريو ولكن هي فضلت عدم صنعه معللة: «لم أكتب أبداً سيناريو وكنت أعتقد ان قبول هذا سيكون شكل من الارتجال. بالإضافة إلى أنى في هذه الفترة كنت شديدة التركيز على كتابة رواية ولم يكن لدى الوقت الكافي لمغامرة مبتكرة أخرى. في حالة عدم كتابة السيناريو فكان يجب على أن اكون أكثر انفتاحاً في قبول ان يقوم شخص أخر بكتابته، مع الأخذ في الاعتبار المخاطر الممكن التعرض لها فيما يختص بمسألة المِصداقية. ولكن في ذلك الحين عندما يثق شخص ما في المدير الذي سلمت له الرواية وتركتها لمصيرها». كتب السيناريو أنخيليس جونثالس سيندى وأللبرتو ماثياس، الفيلم من بطولة أنا بيلس، ثيثيليا روث، دانيل بالينثويلا وخورخي مارالى.
في نفس العام، تبنى المخرج كريستيان بيياريال والكتاب المسرحيين لوثيا دى لا ماث وفرنسيسكا بيرناردى رواية مارثيلا الأولى نحن المُتحابات (1991) وضموها إلى المسرح. ظهر العرض الأول في 5 من أكتوبر على مسرح سان خينيس دى سانتياجو.

غلاف لكى لا تنسانى، 1993

مكثت مارثيلا خلال جولة ترويجية لكتابها نساء إلى الأبد بفندق بليما عام 2004, واثناء ذلك شعُرت بخفقان شديد وعرق كثيف وشلل لم تستطع بعده التحرك، وظنت في هذا الوقت انها ستموت بأزمة قلبية. بعد فحص الطبيب لها، نصحها بترك الجولة والعودة إلى منزلها، وعندما عادت كان التشخيص النهائى هو ضغط شديد, وبسبب ذلك هجرت مارثيلا الحياة العامة لسنوات حتى ظهرت مرة أخرى عام 2011 بكتابها عشرة نساء .
لخص بيدرو جاندولفو، ناقد الميركوريو (الزئبق), موضوع رواية مارثيلا عشرة نساء قائلاً: دعت الطبيبة النفسية البارزة ناتاشا تسع مريضات للاجتماع في منطقة قريبة من سانتياجو بهدف أن تقص كلاً من هنَ على الملأ حياتها _وذلك بدون ان تقابل إحداهن الأخرى من قبل_ أملاً في تنتهى الجلسة النهائية لهذا اللقاء بنوع من الترويح عن النفس، وبهذا الشكل ينتهى العلاج بالنتيجة التي تلقى قبولاً في نفس ناتاشا. يوجد أيضاً امرأة أرجنتينية وهي تعد الحادية وعشر والتي تعرفها ناتاشا منذ الصغر منذ أن كانوا في الجامعة في بوينوس أيريس، وهي منذ زمن بعيد مساعدتها وصديقتها العزيزة«. وفي نهاية نقده، أعطى جاندالفو الحكم التالى:» يجب أن نشير إلى أن سيرانو تمتلك نثر بسيط وواضح، والذي تستطيع قرائته بسهولة. وبالرغم من كل هذا لم يحالفها الحظ في مُحاولتها لتقديم حياة عشرة نساء في 300 صفحة وحسب. فهم عشرة قصص مختلفون في رواية واحدة، والشئ الوحيد الذي يجمعهم هو: أنهم نساء، مريضات ناتاشا، ومرضهم يصل إلى المرض العصبى. يتطلب فن الرواية القصيرة التي تتناول حياة شخص ما، إلى مجوداً كبيراً معقداً لانه يحتاج إلى مهارة كبيرة في سرد الأحداث. القصة الأدبية التي تتناول حياة شخص ما لا تشبه القصة التاريخية البيوجرافيا وأحياناً رواية عشرة نساء تشبه في تقسيمها التدرج الزمنى للحقب التاريخية. ولذلك فُقدت الأحاسيس، الصور الخيالية والتفاصيل المحددة في السرد السطحى وتسريع اللأحداث. يحكي الجانب الأخر (على الأقل من حياة هؤلاء)، في قصة قصيرة، والذي يستلزم توجيه النداء إلى حقوق النشر التي لا تعرفها/ لا تتطلع عليها.
عموماً هذا النقد لم يرحب به في بلدها، مما اتاح الفرصة للردود الغاضبة من قِبل سيرانو. لذلك في أكتوبر 2011 قالت في "راديو كووبيراتيبا": "هناك مجموعة من النقاد عدوى المرأة، الذين يكرهون كل ما يمت للمراة بصلة. كما أنهم يكرهوا نجاحها. لا اعلم إن كنت تتذكر كيف عاملو إسابيل أيندو خلال كل هذه السنوات (...) تشكل نظام متفق عليه بشأن الحط من شأن اى كاتبة امرأة. وبذلك بدءوا بتطبيقه مع إسابيل وبعد ذلك أكملوه معى.
دائماً ما كانت سيرانو يسارية و«كانت مرتبطة بسياسى واقعى في بلدها»: مدافعة لمطالب جنسها (النساء), مدعمة موقفها قائلة «تعريف النسوية هي ى تعريف الإنسانية». في يوليو 2012 أعلنت رفضها، لأسباب سياسية، للانضمام إلى مجموعة كتاب المعرض الدولى للكتاب لجوادالاخار، والذي فيه شيلى هي البلد الضيف. «لا اتمنى أن علاقتى الطويلة والجيدة مع القُراء المكسيكيين قد تكون شُهدت من قبل الحكومة التي لم تتدعمني ولم تمثلنى. تتضمن الحكومة أشخاص تحث على إطفاء الثقافة الشيلية، مستخدمين الرقابة ومُحاولين إبادة الأفكار المختلفة إلى الرسمية». كما هو مشار اليه هنا
قد تُرجت روايتها إلى العديد من الغات.
زوجها الثالث هو السياسي الإشتراكى والدبلوماسي لويس مايرا (Luis Maira), سفير المكسيك، بليز (1997-2003) والأرجنتين (2004-2010), والذي عاشت معه من منتصف الثمانينات (مع الثانى، الكاتب أنطونيو خيل، أنجبت ابنتها إليسا). إبنتها الإخرى مارجريتا، ثمرة ارتباطها بمايرا، ولدت في منزلها الأول الذي تشاركوه في نونيوا. بعد ذلك حصلت على منزل في بوكورو بسانتياجو وأخيراً يعيشوا في شقتين منفصلتين. بالإضافة إلى شرائها منزل في كييوتا حيث قضت فترات طويلة في الكتابة.

## الجوائز الأدبية
- -جائزة سور خوانا إينيس دى لاكروث 1994 عن عملها، نحن المتحابات (Nosotros que nos queremos tanto). الممنوحة من قبل الناشرة الفرنسية كوته فيمس (Coté Femmes).
- -الجائزة الوطنية للأدب سنتياجو 1994 عن عملها، لكى لا تنسانى.
- -جائزة... 2001....... عن، ما هو في قلبى

## الأعمال
- نحن المتُحابات 1991 .[11]
- لكى لا تنسانى 1993 .
- حياتى القدييمة 1995 .
- نُزل النساء الحزينات 1998
- سيدة العزلة 1999.
- عالم غريب 2000.
- الذي في قلبى، 2001.
- Hasta siempre, mujercitas, 2004.
- الشكوى 2008.